# 克拉斯諾維舍爾斯克區

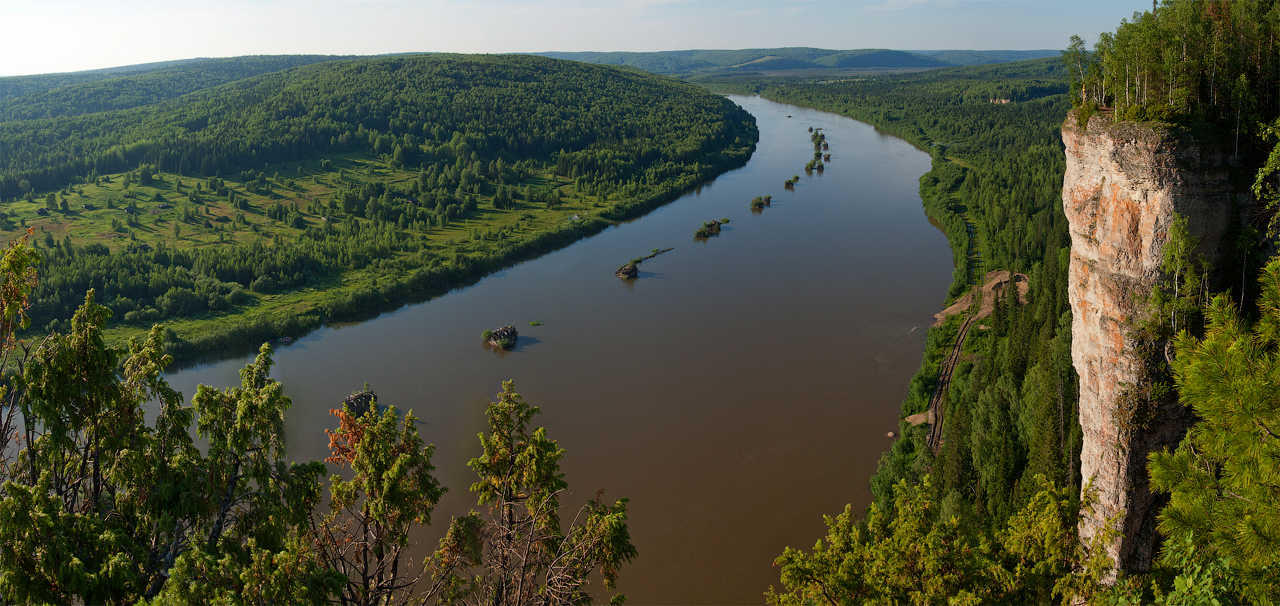

60°43′01″N 55°45′22″E / 60.717°N 55.756°E
克拉斯諾維舍爾斯克區（俄语：Красновишерский район），是俄羅斯的一個區，位於該國中西部，由彼爾姆邊疆區負責管轄，始建於1941年1月13日，面積15,375平方公里，2010年人口22,554，人口密度每平方公里1.47人。